# Evelyn Leland

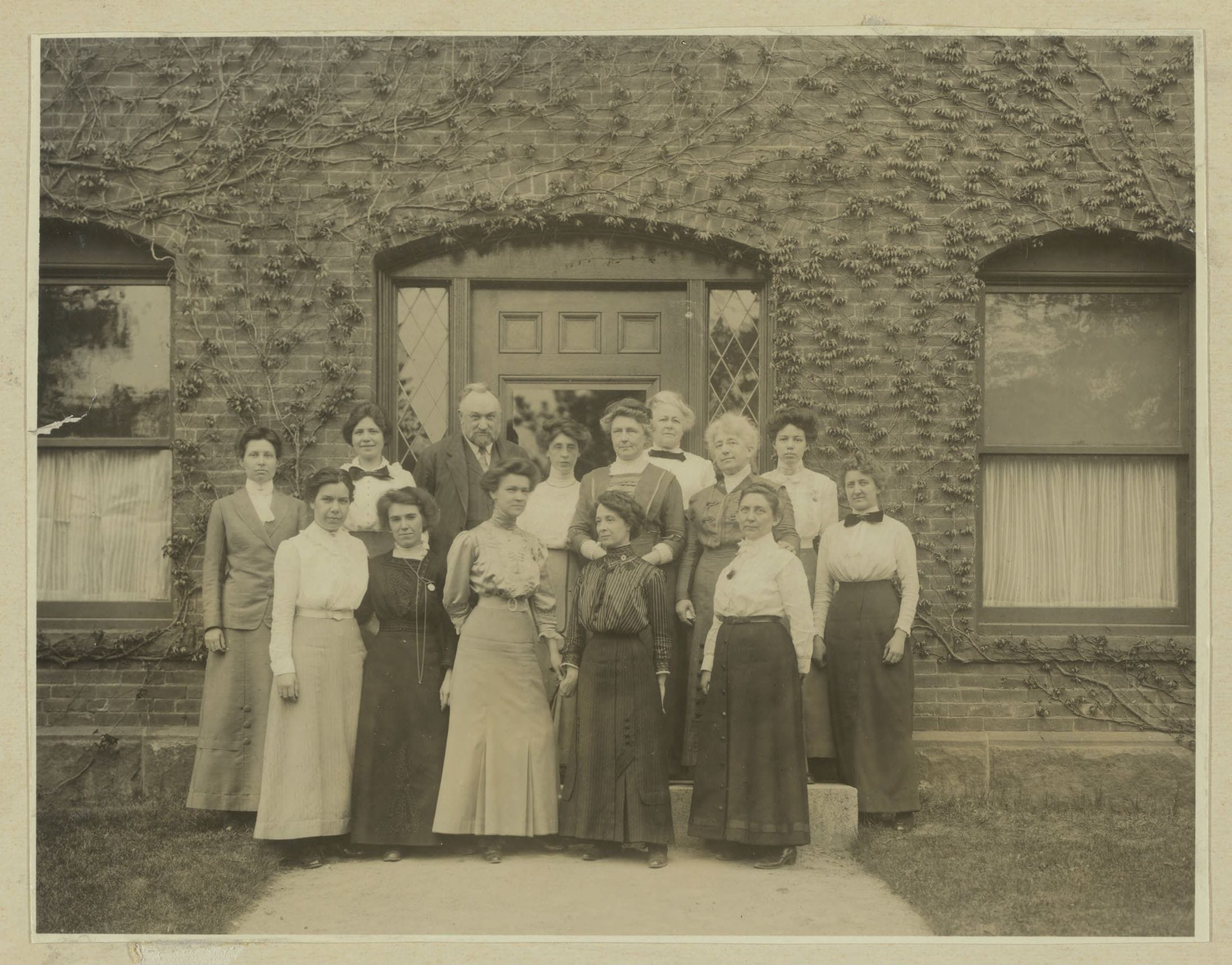
Fotografía de "computadoras de Harvard" (despectivamente llamadas "el harem de Pickering"), un grupo de mujeres que trabajaban bajo Edward Charles Pickering en el observatorio de la universidad de Harvard. La fotografía fue tomada el 13 de mayo de 1913 en frente del edificio C, el más nuevo del observatorio. La imagen fue descubierta en un álbum que había pertenecido a Annie Jump Cannon. Imagen cortesía del centro de astrofísica Harvard-Smithsonian. Fila trasera (derecha a izquierda): Margaret Harwood, Mollie O'Reilly, Edward C. Pickering, Edith Gill, Annie Jump Cannon, Evelyn Leland (detrás de Cannon), Florence Cushman, Marion Whyte (detrás de Cushman), Grace Brooks. Front row: Arville Walker, desconocida (quizá Johanna Mackie), Alta Carpenter, Mabel Gill, Ida Woods.

Evelyn Leland (1870 - 1930) fue una astrónoma estadounidense y "computadora de Harvard", una de las mujeres que trabajó en el Observatorio del Harvard College con Edward Pickering. Trabajó allí desde 1889 hasta 1925. Estudió extensamente los espectros estelares, descubrió estrellas variables y publicó artículos con otros del observatorio.